# Masirana akiyoshiensis primocreata
Masirana akiyoshiensis primocreata is een spinnensoort in de taxonomische indeling van de Leptonetidae.
Het dier behoort tot het geslacht Masirana. De wetenschappelijke naam van de soort werd voor het eerst geldig gepubliceerd in 1974 door T. Komatsu.